# Patrick Joseph Whitney
Patrick Joseph Whitney (Breenletter, 7 luglio 1894 – Port, 17 luglio 1942) è stato un presbitero e missionario irlandese, fondatore della Società di San Patrizio per le missioni estere e primo prefetto apostolico di Ogoja.

## Biografia
Fece i primi studi a Dereenargon e poi nel St. Mel's College di Longford; nel 1913 fu ammesso al seminario nazionale irlandese di Maynooth come studente della diocesi di Ardagh.
Fu attratto dall'ideale missionario promosso tra i seminaristi di Maynooth da Joseph Ignatius Shanahan, prefetto apostolico del Niger inferiore. Ordinato sacerdote nel giugno 1920, seguì Shanahan in Africa.
Nel 1923 ebbe l'incarico di raccogliere fondi in Irlanda per le suore missionarie di Nostra Signora del Santo Rosario, la congregazione fondata da Shanahan.
Maturò l'idea di una diocesi africana interamente affidata al clero missionario irlandese, supportato da una propria organizzazione in patria, e nel 1932 fondò la Società di San Patrizio per le missioni estere, con casa-madre a Kiltegan. Ne fu il primo superiore generale.
Iniziò la pubblicazione di un bollettino di informazione per sostenere l'opera missionaria, che poi divenne la rivista Africa.
A causa di tensioni interne alla società, la Santa Sede lo sollevò dal governo dell'istituto e nel 1938 lo nominò primo prefetto apostolico di Ogoja. Le difficoltà continuarono e nel 1939 si dimise da prefetto apostolico per rientrare in patria, rifiutando l'invito di stabilirsi a Kiltegan e vivendo distaccato dalla società missionaria che aveva fondato.
Morto nel 1942, fu inizialmente sepolto a Kilronan e poi, nel 1963, la sua sepoltura fu traslata a Kiltegan.